# Macromitrium neo-caledonicum
Macromitrium neo-caledonicum är en bladmossart som beskrevs av Bescherelle 1873. Macromitrium neo-caledonicum ingår i släktet Macromitrium och familjen Orthotrichaceae. Inga underarter finns listade i Catalogue of Life.